# Kłubiwka (przystanek kolejowy)
Kłubiwka (ukr. Клубівка) – przystanek kolejowy w miejscowości Kłębówka, w rejonie szepetowskim, w obwodzie chmielnickim, na Ukrainie. Położony jest na linii Szepetówka – Tarnopol.